# Peršaja Liha 2017
La Peršaja Liha 2017 è stata la 27ª edizione della seconda serie del campionato bielorusso di calcio. La stagione è iniziata l'8 aprile 2017 ed è terminata l'11 novembre successivo.

## Stagione

### Novità
Al termine della passata stagione sono salite in massima serie Homel' e Dnjapro Mahilëŭ. È retrocesso in Druhaja liha l'Ašmjany.
Dalla Vyšėjšaja Liha 2016 sono retrocesse Belšyna e Hranit Mikašėvičy. Dalla Druhaja liha sono saliti Volna Pinsk, Asipovičy e Klečask Kleck. Quest'ultima ha rinunciato alla partecipazione per motivi economici ed è stata sostituita dal Nëman-Ahra Stoŭbcy.
Le seguenti squadre hanno cambiato denominazione:
- Il Homel'želdortrans Homel' è diventato Ljakamatyŭ Homel'
- Lo Slonim è diventato Slonim-2017
- Lo Zorka-BDU Minsk è diventato Ėnerhetyk-BDU Minsk

### Formula
Le sedici squadre si affrontano due volte, per un totale di trenta giornate.
Le prime due classificate, vengono promosse in Vyšėjšaja Liha 2018. Le ultime due, invece, retrocedono in Druhaja liha.

## Classifica finale
|  | Pos. | Squadra                | Pt | G  | V  | N  | P  | GF | GS | DR  |
|  | ---- | ---------------------- | -- | -- | -- | -- | -- | -- | -- | --- |
|  | 1.   | Luč Minsk (-10)        | 63 | 30 | 22 | 7  | 1  | 73 | 22 | +51 |
|  | 2.   | Smaljavičy-STI         | 58 | 30 | 18 | 4  | 8  | 46 | 22 | +24 |
|  | 3.   | Tarpeda Minsk          | 57 | 30 | 17 | 6  | 7  | 60 | 29 | +31 |
|  | 4.   | Ljakamatyŭ Homel'      | 57 | 30 | 17 | 6  | 7  | 49 | 36 | +13 |
|  | 5.   | Belšyna (-2)           | 47 | 30 | 14 | 7  | 9  | 56 | 30 | +26 |
|  | 6.   | Ėnerhetyk-BDU Minsk    | 44 | 30 | 12 | 8  | 10 | 39 | 30 | +3  |
|  | 7.   | Volna Pinsk            | 43 | 30 | 13 | 4  | 13 | 48 | 48 | 0   |
|  | 8.   | Hranit Mikašėvičy (-6) | 40 | 30 | 14 | 4  | 12 | 42 | 37 | +5  |
|  | 9.   | Chimik Svetlahorsk     | 37 | 30 | 9  | 10 | 11 | 35 | 42 | -7  |
|  | 10.  | Orša                   | 37 | 30 | 10 | 7  | 13 | 48 | 48 | 0   |
|  | 11.  | Slonim-2017            | 37 | 30 | 10 | 7  | 13 | 33 | 46 | -13 |
|  | 12.  | Baranavičy             | 31 | 30 | 7  | 10 | 13 | 34 | 47 | -13 |
|  | 13.  | Smarhon'               | 29 | 30 | 6  | 11 | 13 | 34 | 50 | -16 |
|  | 14.  | Lida                   | 28 | 30 | 6  | 10 | 14 | 28 | 39 | -11 |
|  | 15.  | Asipovičy              | 25 | 30 | 6  | 7  | 17 | 30 | 62 | -32 |
|  | 16.  | Nëman-Ahra Stoŭbcy     | 13 | 30 | 3  | 4  | 23 | 27 | 94 | -67 |

Legenda:
      Promossa in Vyšėjšaja Liha 2018.
      Retrocessa nelle Druhaja Liha 2018
Note:
Tre punti a vittoria, uno a pareggio, zero a sconfitta.